# R進化 Online
《R進化 Online》，原名為Level-R。這是一款多人在線的賽車遊戲|en=MMORG}}，遊戲採道具收費制。開發商為匈牙利的Invictus Game，在中華民國臺灣地區的版權由松崗科技發行。

## 其他連結
- R進化 Online臺灣官方網站